# Newar

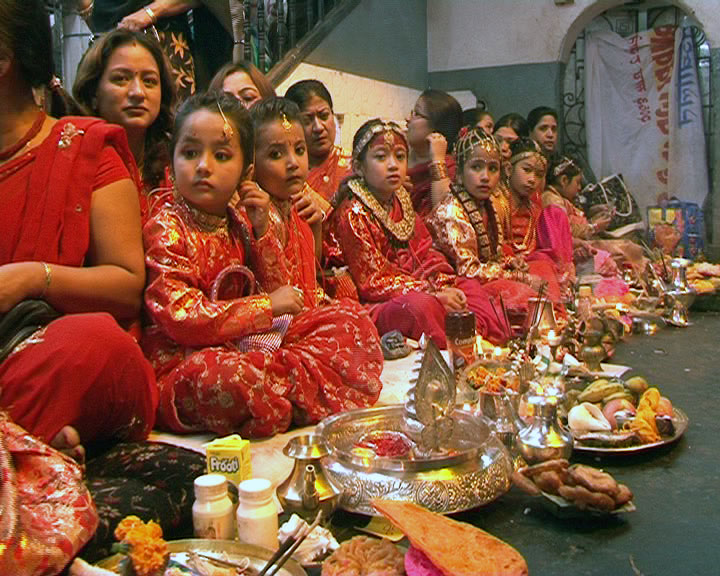
Newar-Mädchen nehmen an der Bel-Hochzeit teil. Bei diesem Fruchtbarkeitsritual werden sie symbolisch mit dem Belbaum verheiratet.

Newar (auf Newari नेवार) ist eine Ethnie in Nepal, die hauptsächlich im Kathmandutal angesiedelt ist.  Ursprünglich stellte sie das Personal für diverse Dienste bei wichtigen religiösen Festen der Hauptstadt. Die Newar genießen hohes Ansehen und gehören zu den höheren Strata der nepalesischen Gesellschaft. Newar sprechen die sinotibetische Sprache Newari, die sie Nepal bhasa nennen.

## Religion und Gesellschaft
Ihre Herkunft ist weitgehend unbekannt, ihre Religion in vielen Fällen eine komplexe Synthese aus Buddhismus und Hinduismus. Es werden zahlreiche Gottheiten verehrt, welche dem traditionellen Hinduismus und Buddhismus beigefügt wurden.
Nach einer Erhebung aus dem Jahr 2001 sind in Bhaktapur 84,13 Prozent der Newar Hindus und 15,31 Prozent Buddhisten. In Patan ist dieses Verhältnis fast genau umgekehrt und in Kathmandu etwa ausgeglichen. Die hinduistischen Newar haben ein eigenes Kastensystem nur für die Bewohner des Kathmandu-Tals entwickelt. Dieses System wurde teilweise von den buddhistischen Newar übernommen. Generell ist dieses Kastenwesen schwach ausgeprägt und konnte sich in der egalitären Newari-Gemeinde nie so stark durchsetzen wie bei anderen Volksgruppen.
Dennoch findet diese Kastenordnung als Bestandteil eines universalen Ordnungsmodells einen konkreten Ausdruck in der Stadtanlage. So wohnen die höchsten Kasten in den Zentren der Stadt, die niederen an der Peripherie und die Unberührbaren bilden den äußeren Ring im Stadtgefüge. Die konsequenteste Anwendung einer räumlichen Trennung der Kasten fand während der Regierungszeit Jayasthiti-Mallas statt, als jede Kaste ihr eigenes Quartier bewohnte. Meist sind bestimmte Berufe an bestimmte Kasten gebunden. Die Kastenzugehörigkeit wird patrilinear, vom Vater auf den Sohn, vererbt und meist wird nur endogam, also innerhalb der eigenen Kaste, geheiratet. Exogamie, also Einheiratung in die nächsthöhere Kaste ist zwar möglich, aber mit erheblichen Geldaufwendungen verknüpft.
Die Kastenhierarchie umfasst eine übergeordnete und eine untergeordnete Gruppe, die sich weiter in die Oberschicht und Mittelschicht sowie in die Unreinen und Dalit unterteilen. Niedrige Dienstleistungen (Abfallentsorgung, Straßenreinigung, Schlachten) wurden institutionalisiert und gesellschaftlich fixiert und kooperativ von den Unberührbaren ausgeführt.
Eine weitere Komponente der Sozialstruktur der Newar bilden guthis, kastenorientierte Organisationen mit vielfältigen sozialen Funktionen. Guthis gewähren ihren Mitgliedern für Beiträge private oder kommunale Dienstleistungen. Am wichtigsten ist die sana guthi, die gebraucht wird, wenn ein Newari gestorben ist, um das Begräbnisritual zu vollziehen. Die nasa puja guthi sorgt für die Bewahrung der musikalischen Tradition bei den religiösen Kulten.

### Kumari

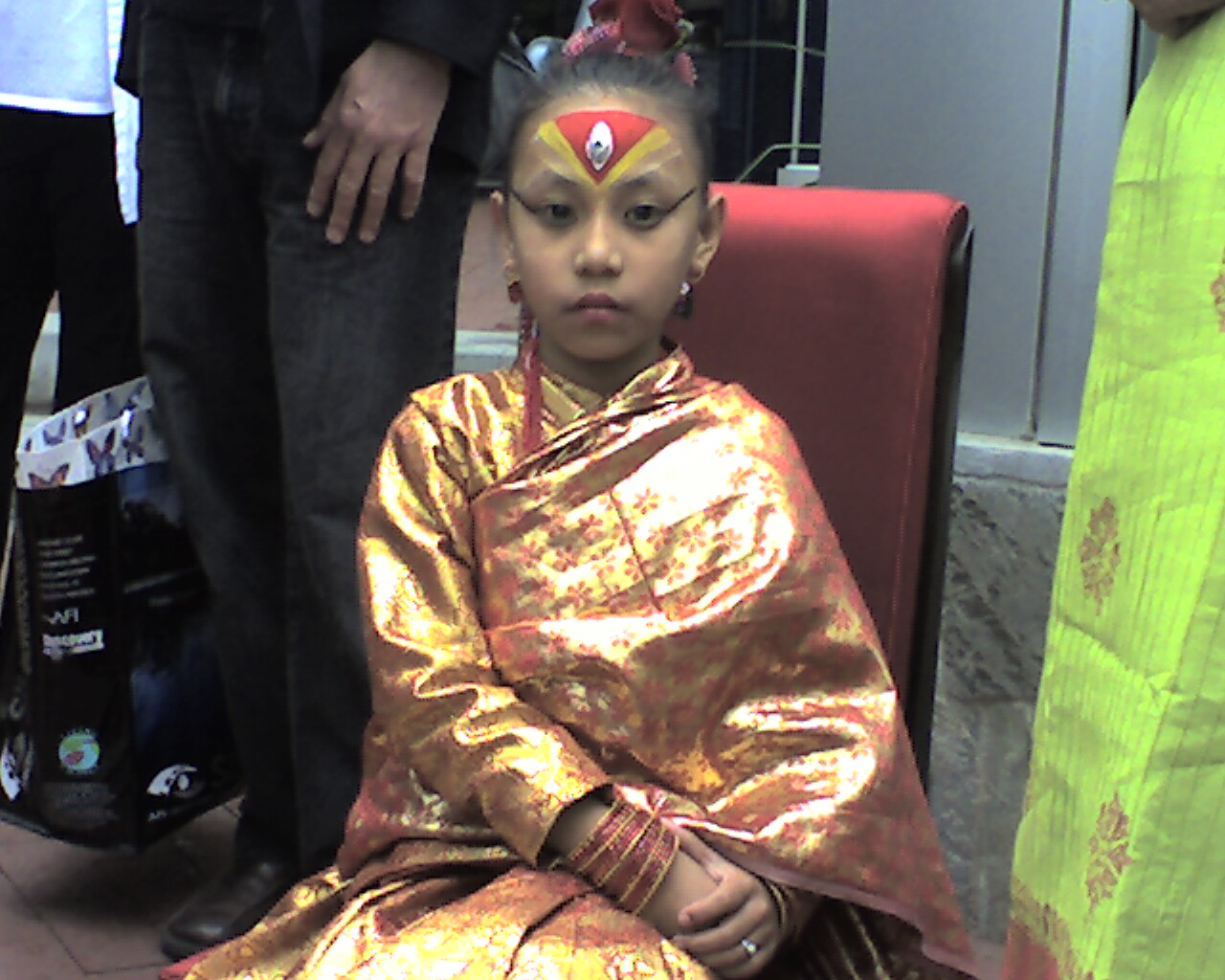
Sajani Shakya, Kumari von Bhaktapur

Ein Bestandteil des religiösen Verständnisses der Newari ist die Kindgöttin Kumari (कुमारी „Mädchen“), die als Inkarnation der hinduistischen Göttin Durga (दुर्गा „die schwer Zugängliche/zu Begreifende“) verehrt wird. Sie wird aus der Shakya-Kaste der buddhistischen Newar ausgewählt und gilt bis zu ihrer ersten Menstruation einigen Hindus und den nepalischen (nicht aber den tibetischen) Buddhisten, als „lebende Göttin“. In Nepal gibt es mehrere Kumaris, die bekannteste in Kathmandu.

## Kultur
Die Newar entwickelten in ihrer Heimat, dem Kathmandu-Tal, einen Pagodenbaustil, der sich in weiten Teilen Asiens, insbesondere nach Ostasien, ausbreitete.
Eine Reihe von rituellen Maskentänzen werden zu bestimmten Jahresfesten veranstaltet, die sich an buddhistische oder hinduistische Gottheiten und mythische Figuren richten. Besonders bekannt ist das Indra Jatra, ein Festival, das in Kathmandu im September stattfindet. Unter anderem werden hierbei die Maskentänze Majipa lakhe und Mahakali pyakhan aufgeführt.
Die Newar-Musik ist überwiegend rhythmisch basiert und kennt 15 verschiedene Trommeln. Dazu zählen die große Fasstrommel dhimay, die zweifellige große Doppelkonustrommel pashchima, die ähnliche lalakhin, die zu einer weit verbreiteten Gruppe gehörende Kesseltrommel nagara, die kleinere einfellige koncha khin, die dholak und eine daha genannte Rahmentrommel. Den Taktschlag geben Zimbeln vor. Die lalakhin ist das wesentliche Begleitinstrument des devotionalen Gesangs dapha. Melodieinstrumente sind das Streichinstrument sarangi, das gebogene Doppelrohrblattinstrument mohali (entspricht der indischen shehnai) und die Bambusquerflöte bansuri. Bei Zeremonien wird außerdem die lange Metalltrompete karnal (kaha) geblasen. Bei buddhistischen Totenritualen wird das Büffelhorn neku geblasen, das mit den jüngst Verstorbenen Kontakt aufnehmen und ihnen eine günstige Reinkarnation erleichtern soll.